# Bourouchos

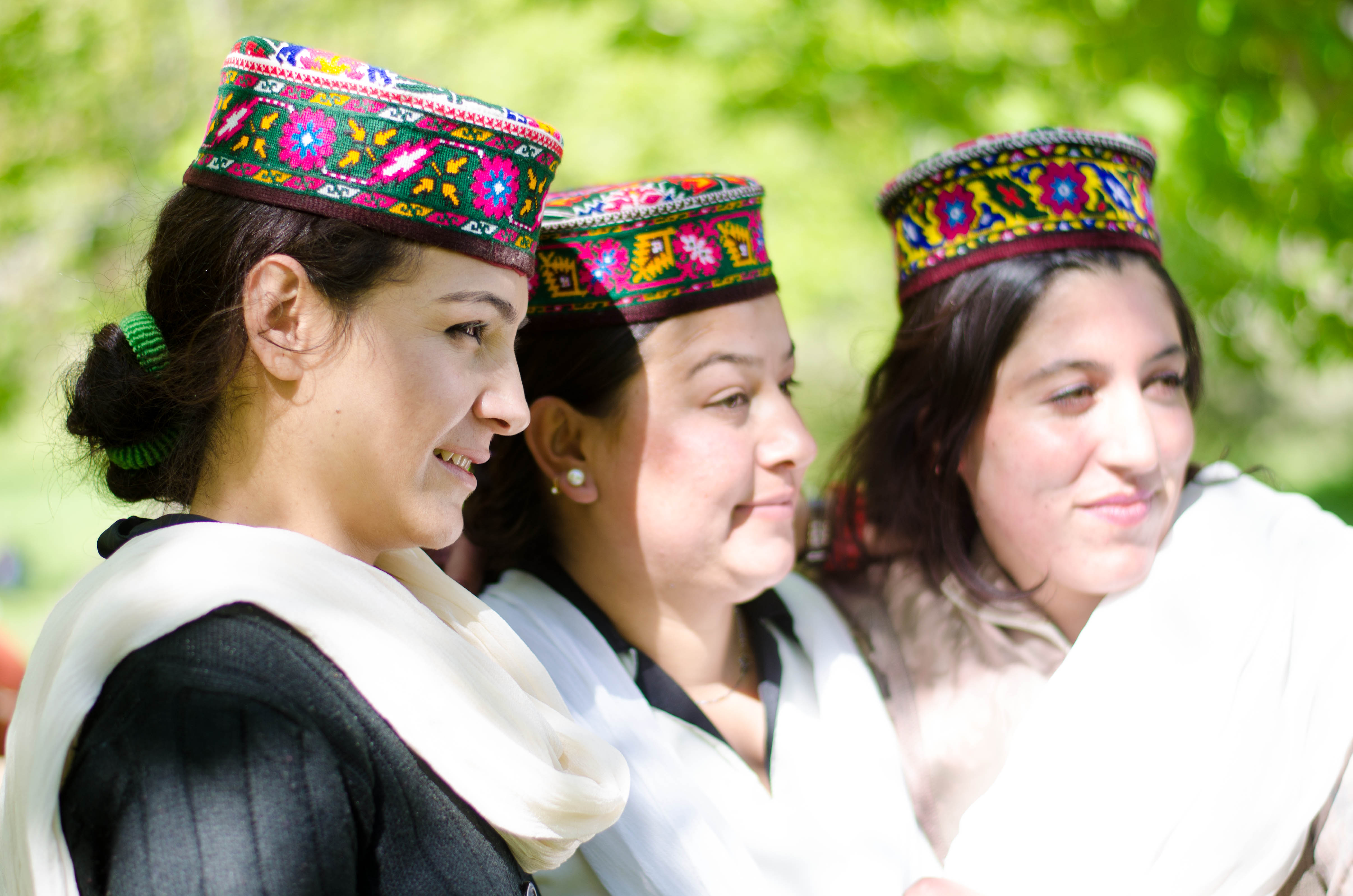
Femmes bourouchos.

Le peuple bouroucho (appelé également burushas, hunzakuts ou hunzukuc) est un peuple de l'Hunza, au Nord du Pakistan, représenté par près de 80 000 personnes. Ils sont majoritairement musulmans ismaéliens et parlent le bourouchaski. La plupart d'entre eux vivent de l'agriculture.
Certains linguistes voient une origine commune entre le bouroushaski et la langue basque. Un arbre génétique établi à partir des travaux du généticien pakistanais Qasim Mehdi montre que les Basques sont génétiquement plus proches des Bourouchos que de quatre autres populations du Pakistan que ce dernier a étudiées.